# Morphix
Morphix war eine Linux-Distribution, die als Live-System verfügbar war. Es war ein abgewandeltes Knoppix, das wiederum auf Debian GNU/Linux aufbaute. Die letzte Version wurde im September 2007 veröffentlicht.

## Geschichte
Alex de Landgraaf begann das Projekt 2003 und war bis 2007 der einzige Entwickler. Sein Ziel war es, das wegen seiner guten Hardwareerkennung für die Produktion von Live-CDs sehr geeignete Knoppix in Module aufzuteilen, so dass Live-CDs lokalisierter oder zweckgebundener Distributionen damit leicht herstellbar waren. Um dafür nützliche Eigenschaften anderer Distributionen zu integrieren, wurde Knoppix entscheidend verändert, es entstand Morphix.
Das Konzept des modularen Aufbaus bei Morphix hat die weitere Entwicklung modularer Distributionen gefördert. So diente die Morphix Live-CD als Basis für die Ubuntu-Live-CDs. Auch Knoppix hat das Konzept der Modularisierung übernommen. Die Module vieler unterschiedlicher Debian Derivate wurden kombinierbar. Dreamlinux z. B. hat Module, Kernelpatches und andere Software aus Morphix, aber auch Module aus anderen Distributionen übernommen.

## Derivate
BOSSBSI OSS Security Suite: Security-Suite des Bundesamtes für Sicherheit in der Informationstechnik (BSI) mit Sicherheits-Scanner Nessus und Security Local Auditing Daemon (SLAD). Nicht zu verwechseln mit BOSS (Bharat Operating System Solutions), einer Debian-basierten Distribution mit Unterstützung für indische Sprachen
ClusterixFür Computer-Cluster angepasst, mit openMosix
DreamlinuxSchnelles Multimedia-Linux nach den Prinzipien von Morphix; Live-CD
eBoxFür das Management von Firmennetzwerken. Live-CD
EMCEnhanced Machine Controller: Zur Steuerung von CNC-Maschinen
EliveBasis sind Debian und Morphix. Desktop-System mit Enlightenment window manager. Live-CD
Freeduc-SupFranzösisches Schul- und Ausbildungs-Linux
GNIXGalizische (Gallego) Lokalisation
GNUstep Live-CDOpenstep-Entwicklungsumgebung nach der OpenStep-Spezifikation (von NeXT und SUN 1994)
NepaLinuxNepalesische Lokalisierung
Photo-IxVerwandelt z. B. langsame alte Laptops in schnelle Fotobetrachter. Live-CD
Slo-Tech LinuxSlowenische Lokalisierung
Sork"Live Music Studio" mit Harddisk-Recorder, Midi-Kompositionswerkzeugen, Drum-Loop-Programmen, Vocoder
SoyomboMongolische Lokalisation
StallionFirefox Kiosk. Live-CD
Tablix on MorphixZur Abstimmung komplexer Zeitpläne, z. B. von Hochschulen. Läuft auf Computerclustern
TOBIXFür Bioinformatiker und Computerbiologen. Enthält die entsprechenden Werkzeuge
ZoneCDDas WiFi gateway von der Live-CD

## Andere Distributionsbaukästen
- Gentoo Linux
- Linux From Scratch
- T2 SDE